# Guido Pokrane
Guido Pokrane foi um indígena botocudo, convertido ao catolicismo em 1824 por ação do colonizador francês Guido Marlière. Filho de chefe Botocudo, foi apanhado pelos homens de Marlière nas margens do Rio doce, aceitou ser batizado e passou a trabalhar na catequização de outros índios. Quando Guido Marlière deixou o serviço de Colonização dos índios ele, desgostoso, foi chefiar uma tribo de Coroados que se encontrava nas proximidades de onde hoje se ergue a cidade de Pocrane.
Em 1843 teve a posse de suas terra usurpada por Manuel António de Sousa. Mesmo com a invasão de suas terras, Pokrane não hostilizou os brancos, passando a fornecer-lhes mantimentos e a prestar-lhes ajuda.
A região em que estavam suas terras se tornaram, em 1879, uma freguesia paroquial pertencente ao atual município de Vermelho Novo, na paróquia de Ponte Nova em Minas Gerais. Atualmente a região pertence ao município de Pocrane cuja população, em 2006, era estimada em 8.854 habitantes.
Essa história foi contada no livro "Pokrane, a saga dos índios Botocudos".